# Bondi Beach
Bondi Beach ['bɒndaɪ] gehört zur australischen Metropole Sydney, ist einer der berühmtesten Strände Australiens und einer der bekanntesten Surfspots der Welt. Er liegt etwa sieben Kilometer östlich des Stadtzentrums der Großstadt. Außerdem ist es der Name des umliegenden Stadtteils im Waverley Council, in dem 11.513 Einwohner leben.

## Nationales Denkmal
65 Hektar von Bondi Beach, darunter der Strand, die Gebäude des Surf Lifesaving Clubs, Pavillon, Park, Promenaden, Klippen und das Wasser des Ozeans zwischen Ben Buckler und Mackenzie’s Point wurden am 25. Januar 2008 in die Australian National Heritage List als nationales Denkmal eingetragen. Damit trug die australische Regierung der Bedeutung des 1,22 km langen Strandes für die Entwicklung der australischen Surfkultur und Entwicklung des Surf Lifesaving Movement Rechnung, das sich erstmals mit der Gründung eines Lifesaving Clubs, dem Bondi Surf Bathers’ Life Saving Club, im Jahr 1907 manifestierte. Von dort aus entwickelte sich diese Rettungsschwimmer-Bewegung in ganz Australien und in die Welt.
Bondi Beach ist nach dem Sydney Opera House und der Sydney Harbour Bridge der am dritthäufigsten aufgesuchte Ort in Sydney, alle drei sind nun in der National Heritage List eingetragen.
In einer Erklärung des Präsidenten Tom Harley des Australian Heritage Councils, anlässlich der Ernennung von Bondi Beach zum nationalen Denkmal, bezeichnete er dieses als centre of Australia’s image.

## Geschichte

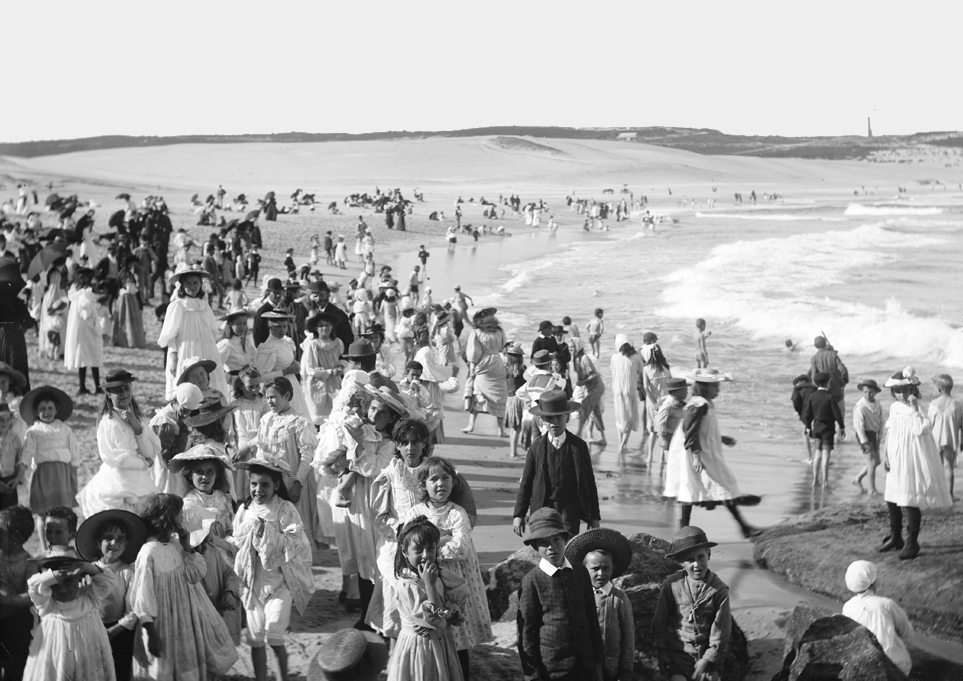
Bondi Beach 1900

In den frühen Jahren des 19. Jahrhunderts war das Schwimmen an den Stränden Sydneys umstritten. Sträflingen war das Schwimmen im Hafen von Sydney wegen der Haie, Stachelrochen und des "Anstands" verboten. In den 1830er Jahren wurde das Baden populär, obwohl es offiziell von 9:00 bis 20:00 Uhr verboten war. Mitte des 19. Jahrhunderts wurde Bondi Beach häufig von Familien zum Picknick aufgesucht. Die erste Straßenbahn erreichte 1884 den Strand von Bondi Beach. Das Waverley Council baute den ersten Schutz der Surfer um 1903 auf, 1929 suchten etwa durchschnittlich 60.000 Menschen den Strand an den Sommerwochenenden auf, und als der Pavillon eröffnet wurde, waren es 200.000. Seit 1930 kamen nicht mehr nur Erholungssuchende aus Sydney an diesen Strand, sondern auch Besucher aus dem übrigen Australien und aus Übersee.
Neben den Lebensrettern etablierte sich 1929 der Bondi Icebergs Swimming Club, der die Kultur des Bondi Beach humorvoll in den Wintermonaten weiterentwickelte.
1938 ereignete sich der "Black Sunday" am Bondi Beach: Während sich etwa 35.000 Personen am Strand befanden und eine große Gruppe von Lebensrettern einen Schwimmwettbewerb veranstaltete, überspülten plötzlich drei riesige Wellen den Strand und zogen hunderte Menschen in die See hinaus. Bei der daraufhin gestarteten bisher größten Lebensrettungsaktion an einem Strand konnten über 250 Personen gerettet werden. Fünf Menschen ertranken.
Ende der 1980er/frühen 1990er wurden mehrere Morde an Männern am Bondi Beach begangen, die von der damaligen Polizei in Sydney nicht aufgeklärt wurden.

## Der Strand
Weiter südlich von Bondi Beach liegen weitere Strände in Sydney. Surf Life Saving Australia gibt dem Nordteil des Strands auf der Gefahrenskala von 1 bis 10 eine harmlose 4, dem Südteil aufgrund mehrerer Brandungsrückströmungen eine 7. Die strandnächste davon ist der „Backpackers Rip“. Im Sommer teilt sich Bondi Beach mit den südlich gelegenen Stränden ein Hainetz.
Jährlich ist der Strand Ziel des 14 Kilometer langen City-to-Surf-Laufs mit zuletzt 80.000 Teilnehmern, der in der Innenstadt Sydneys startet. Das Flickerfest, Australiens wichtigstes Kurzfilmfestival, findet im Januar am Strand statt, seit 1996 Sculpture by the Sea im Oktober/November, die Bondi Beach Markets sind jeden Sonntag offen. Insbesondere bei britischen Touristen ist der Strand als Weihnachtsziel im australischen Sommer beliebt.
Im Olympiajahr 2000 fanden hier die Beachvolleyballwettbewerbe statt. Dafür errichteten die Veranstalter ein temporäres Stadion mit 10.000 Sitzplätzen, ein kleineres Stadion, zwei Aufwärm- und drei Trainingsplätze. Mittlerweile aber ist das Spielen sämtlicher Ballspiele auf Bondi Beach verboten, was für großen Unmut bei Teilen der Bevölkerung gesorgt hat.
Außerdem werden am Bondi Beach Feste abgehalten wie der Australian Surf Carnival.

## Fotos

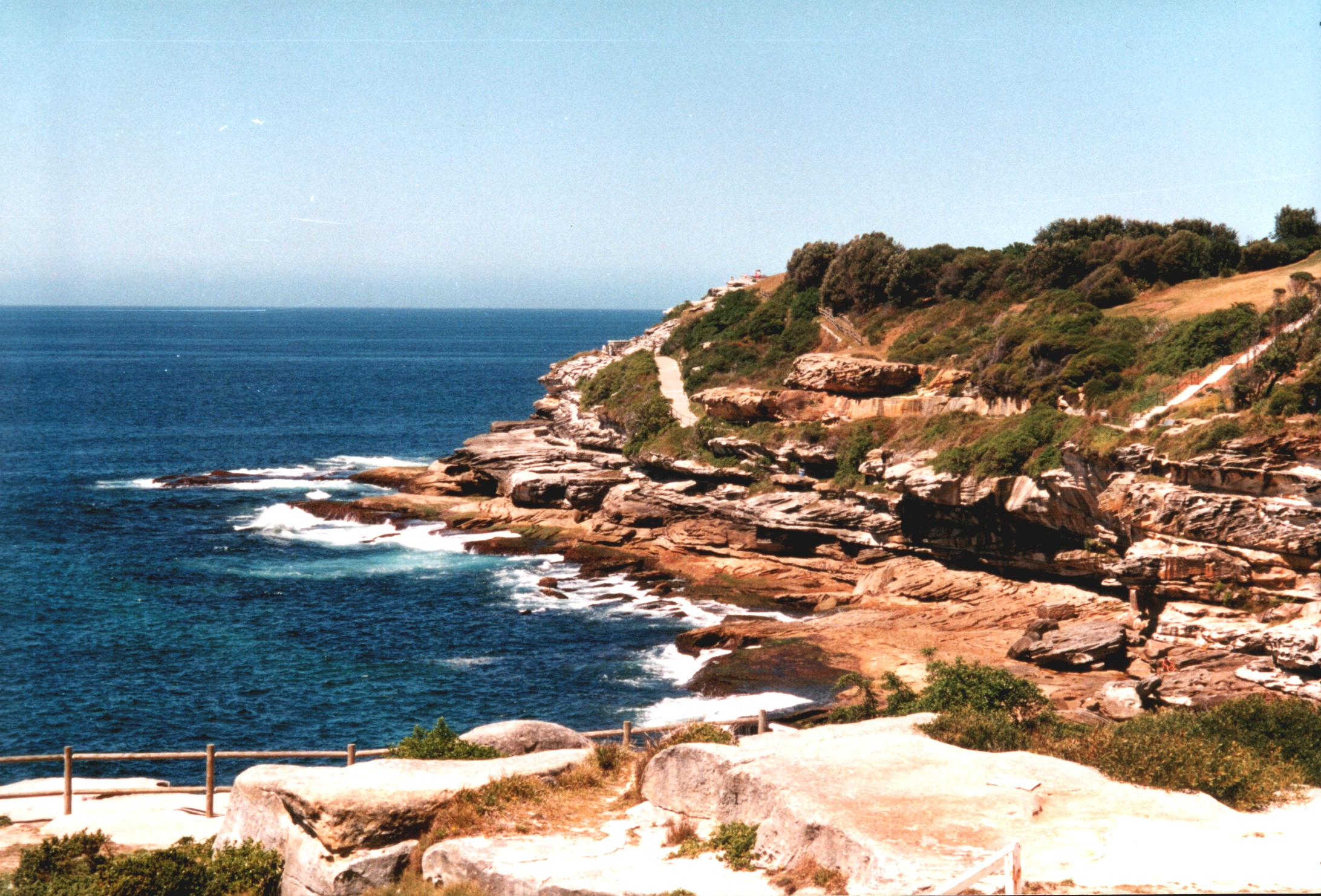
Bondi Beach Coastal Walk
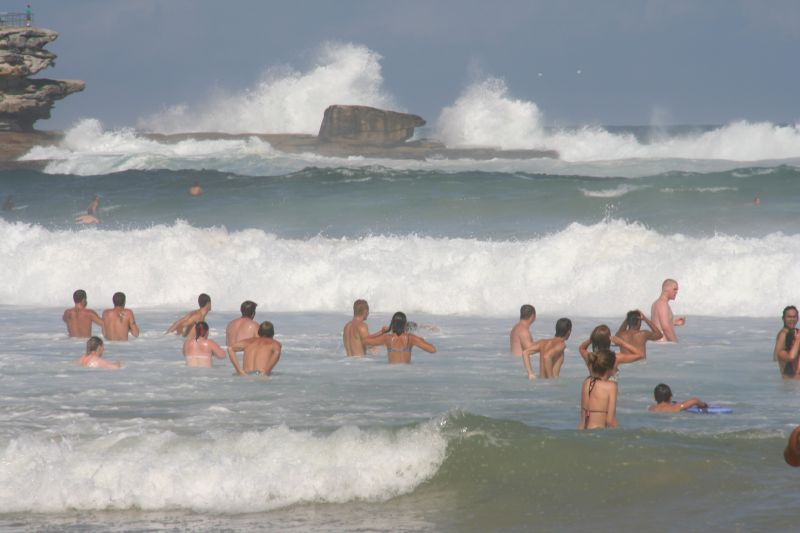
Wellen am Bondi Beach
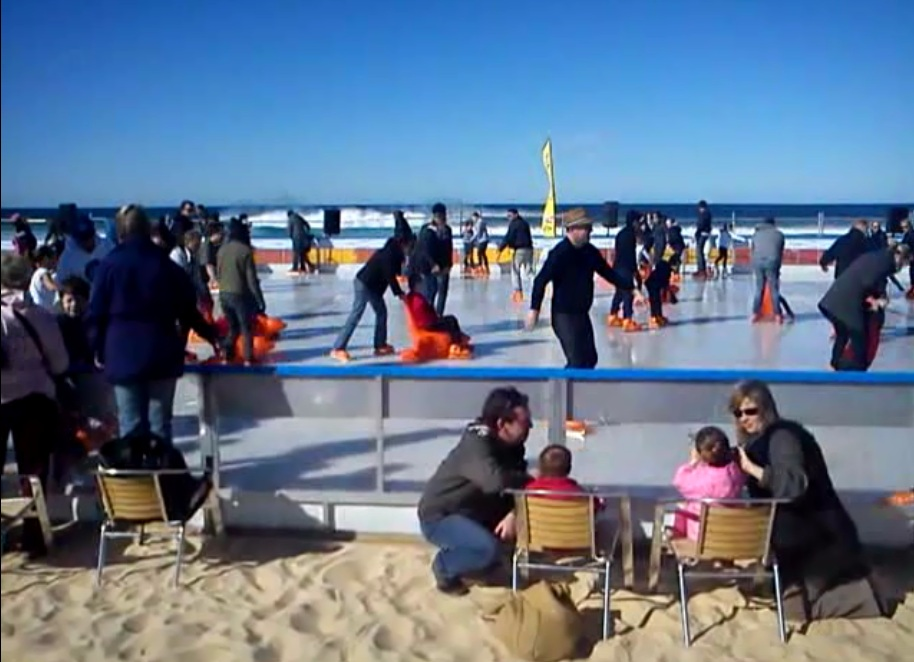
Bondi Beach Iceskating
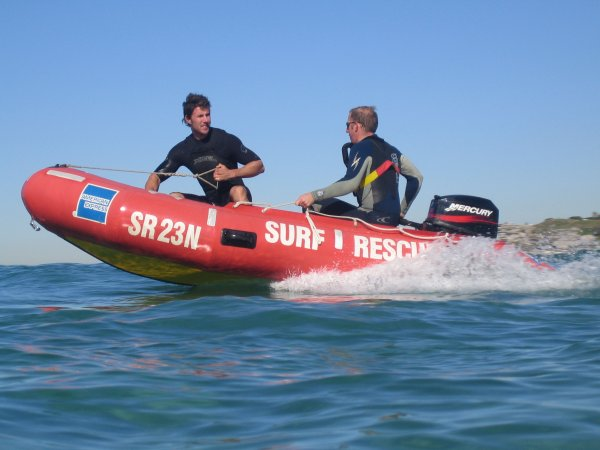
Life Guard am Bondi Beach
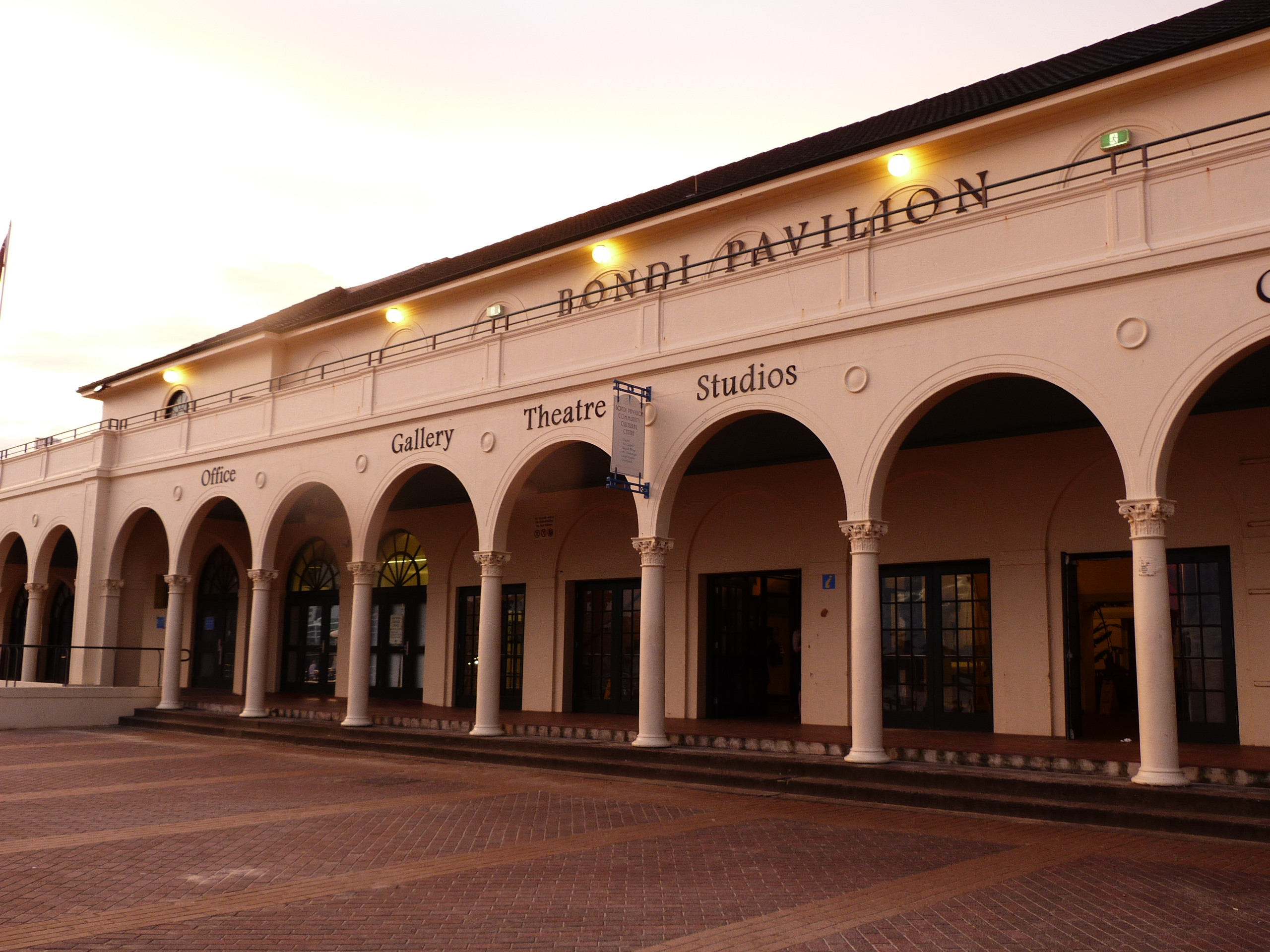
Bondi Beach Pavillon
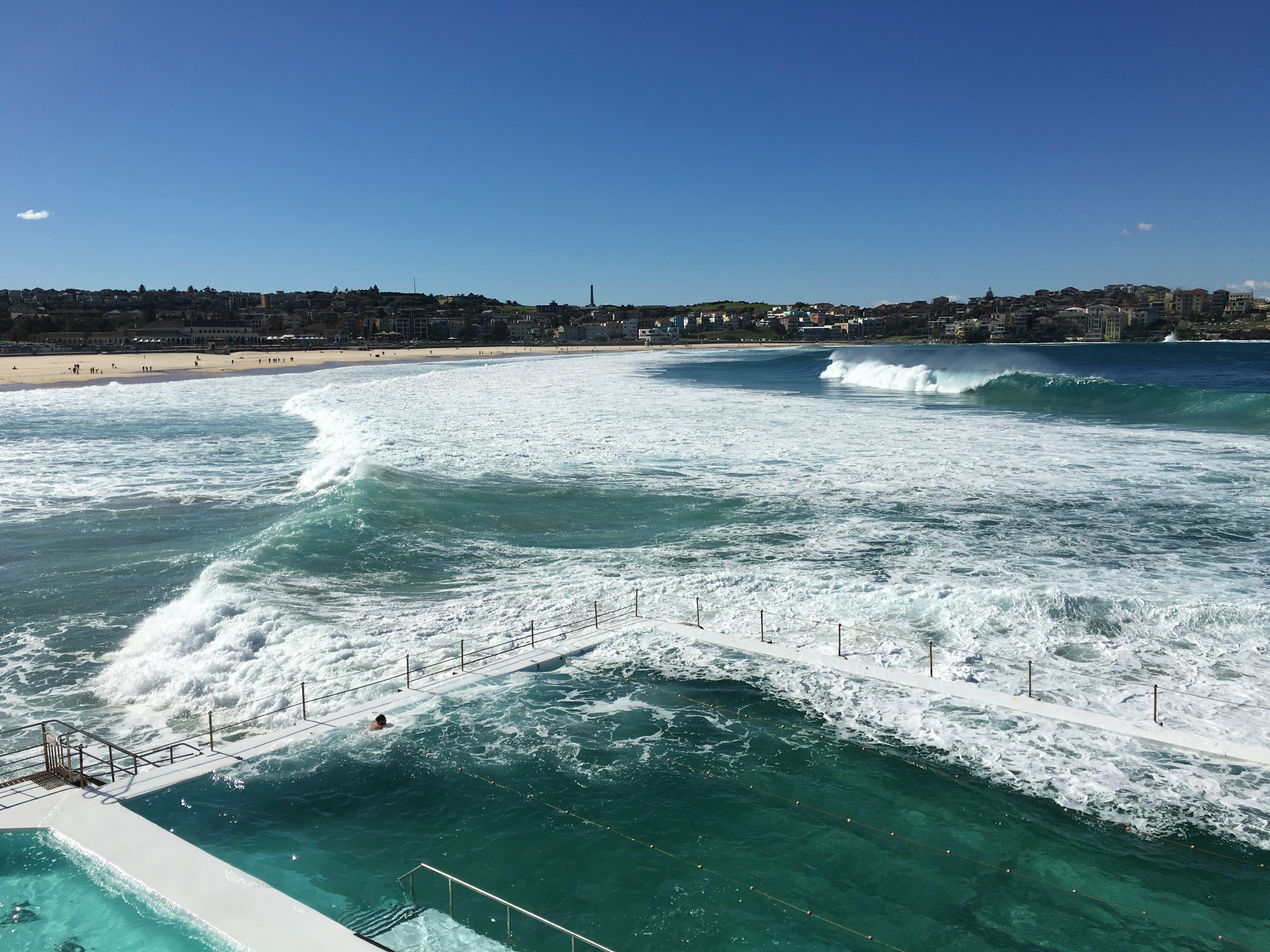
Blick auf Bondi Beach vom Bondi Icebergs Club
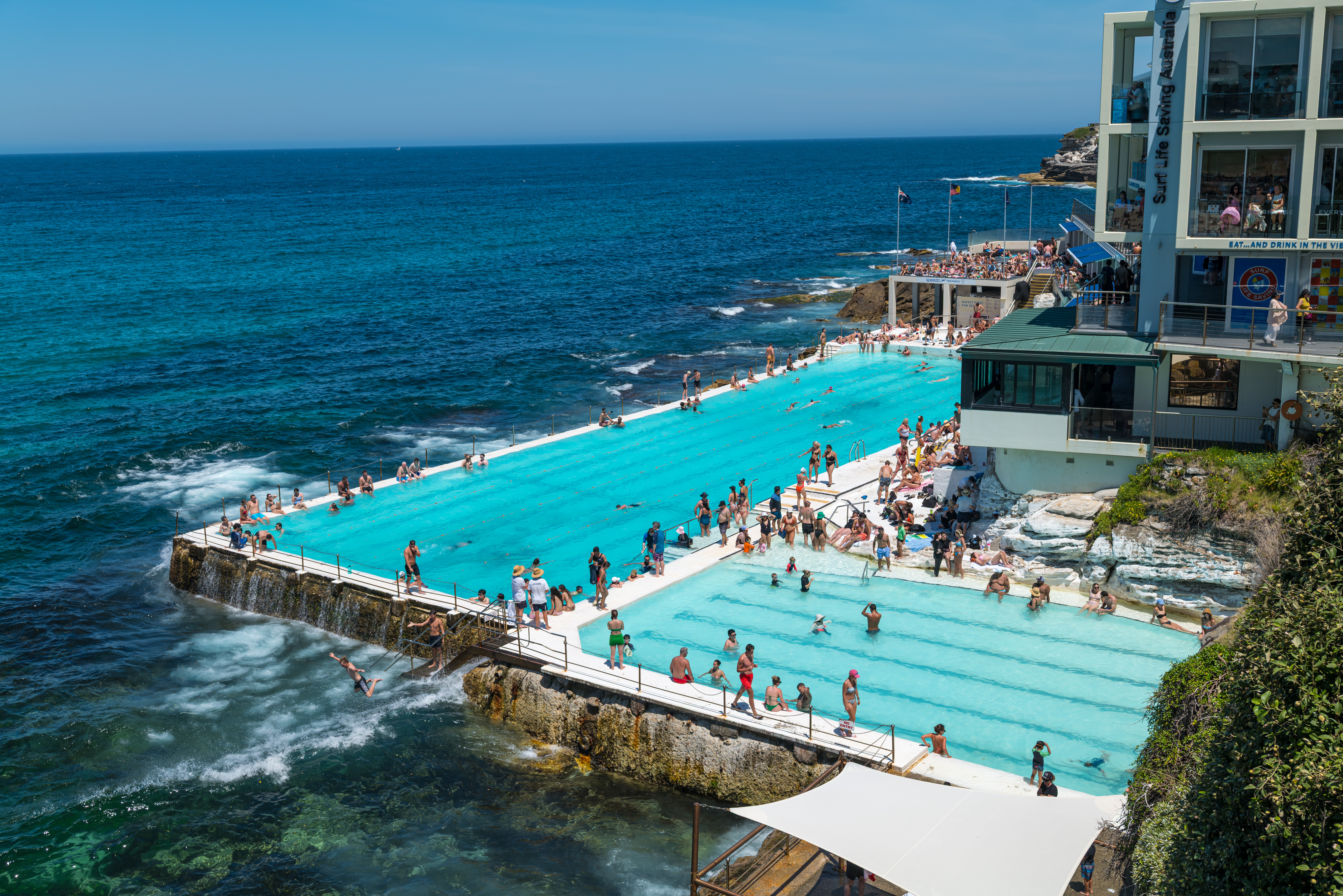
Icebergs Club